# Püspökszilágy
Püspökszilágy község Pest vármegyében, a Váci járásban.

## Fekvése
Püspökszilágy Váctól délkeletre a Nyugati-Cserhát déli nyúlványai között búvik meg, a várostól mintegy 15-16 kilométer távolságban. Határa 2530 hektárnyi területének nagyobbik felét ma is összefüggő, – jórészt tölgyes, cseres – erdők foglalják el.

### Megközelítése
Zsáktelepülés, közúton csak Váchartyánon és Kisnémedin érhető el, a 2105-ös útból kiágazó 21 114-es számú mellékúton. A közösségi közlekedés járművei közül a Volánbusz három helyközi autóbuszjárata érinti: a 313-as, a 315-ös és a 339-es járatok.

## Története
A település a nevét a környező szilfaerdőről kapta, valamint arról, hogy a terület eredetileg a váci püspök birtokához tartozott. A középkorban még csak 12 zsellércsalád élt a faluban, de mára a lakosság lélekszáma meghaladja a 700 főt. Mivel a falu völgyben fekszik, a környező domboknak önálló nevei vannak, pl. Malató, Kutya-hegy, Ordító stb.
Régen önálló községként létezett a Püspökszilágy és Galgagyörk között félúton elhelyezkedett Szór is, de mára csak honvédségi laktanyát találunk Szórban, ami közigazgatásilag Püspökszilágyhoz tartozik, csak az erdőt hívják annak, hisz már nincsen ott semmilyen község.
A kommunista időszakban Püspökszilágy határába telepítették a Radioaktív Hulladékfeldolgozó Telepet (RHT), amelynek a szomszédos váckisújfalusiak a tavukat köszönhetik. (Kevesen tudják, hogy a tavat azért ásták Szilágy és Újfalu közé, hogy azon mérjék a környezetszennyezés mértékét.) Manapság annyi haszna van a RHT-nek, hogy a falu sok támogatást kapott a telep fenntartásáért felelős közhasznú társaságtól, így tudták például felújítani a közvilágítást.
Püspökszilágy egyike volt annak az öt magyarországi településnek (Bátyával, Rákócziújfaluval, Ruzsával és Tiszatarjánnal együtt), amelyekben 2020-ban mintaprojekteket indítottak, arra keresve hazánkban alkalmazható módszereket, hogy miként válhatnak ellenállóbbá a kistelepülések az éghajlatváltozással egyre több gondot okozó vízgazdálkodási szélsőségekkel szemben.

## Közélete

### Polgármesterei
- 1990–1994: Mezei Imre (független)[4]
- 1994–1998: Erdős Rudolf (független)[5]
- 1998–2002: Erdős Rudolf (független)[6]
- 2002–2006: Tordai Sándor (független)[7]
- 2006–2010: Tordai Sándor (független)[8]
- 2010–2014: Tordai Sándor (független)[9]
- 2014–2015: Dr. Erdős Zoltán (független)[10]
- 2015–2019: Tordai Sándor (független)[11]
- 2019–2024: Tordai Sándor (független)[12]
- 2024– : Tordai Sándor (független)[1]

A településen 2015. július 26-án időközi polgármester-választást (és képviselő-testületi választást) tartottak, az előző képviselő-testület önfeloszlatása miatt. A választás négy polgármesterjelöltje között a hivatalban lévő polgármester nem szerepelt, mandátumát a voksolás eredményeként a közvetlen elődje vehette vissza.

## Népesség
A település népességének változása:
| Lakosok száma | 756  | 745  | 720  | 743  | 729  | 739  | 743  |
|               | 2013 | 2014 | 2018 | 2021 | 2022 | 2023 | 2024 |

A 2011-es népszámlálás során a lakosok 86,7%-a magyarnak, 0,3% románnak mondta magát (13,3% nem nyilatkozott; a kettős identitások miatt a végösszeg nagyobb lehet 100%-nál). A vallási megoszlás a következő volt: római katolikus 62,6%, református 4,7%, evangélikus 1,2%, felekezeten kívüli 5,2% (23,8% nem nyilatkozott).
2022-ben a lakosság 89,8%-a vallotta magát magyarnak, 0,3% cigánynak, 0,1% ukránnak, 0,1% németnek, 0,1% románnak, 4,1% egyéb, nem hazai nemzetiségűnek (10% nem nyilatkozott; a kettős identitások miatt a végösszeg nagyobb lehet 100%-nál). Vallásuk szerint 43,9% volt római katolikus, 5,5% református, 1,6% evangélikus, 0,4% görög katolikus, 2,7% egyéb keresztény, 0,3% egyéb katolikus, 9,2% felekezeten kívüli (36,4% nem válaszolt).